# Hieracium aureiceps
Hieracium aureiceps là một loài thực vật có hoa trong họ Cúc. Loài này được Norrl. ex Schljakov mô tả khoa học đầu tiên năm 1989.